# Pozycja kosa

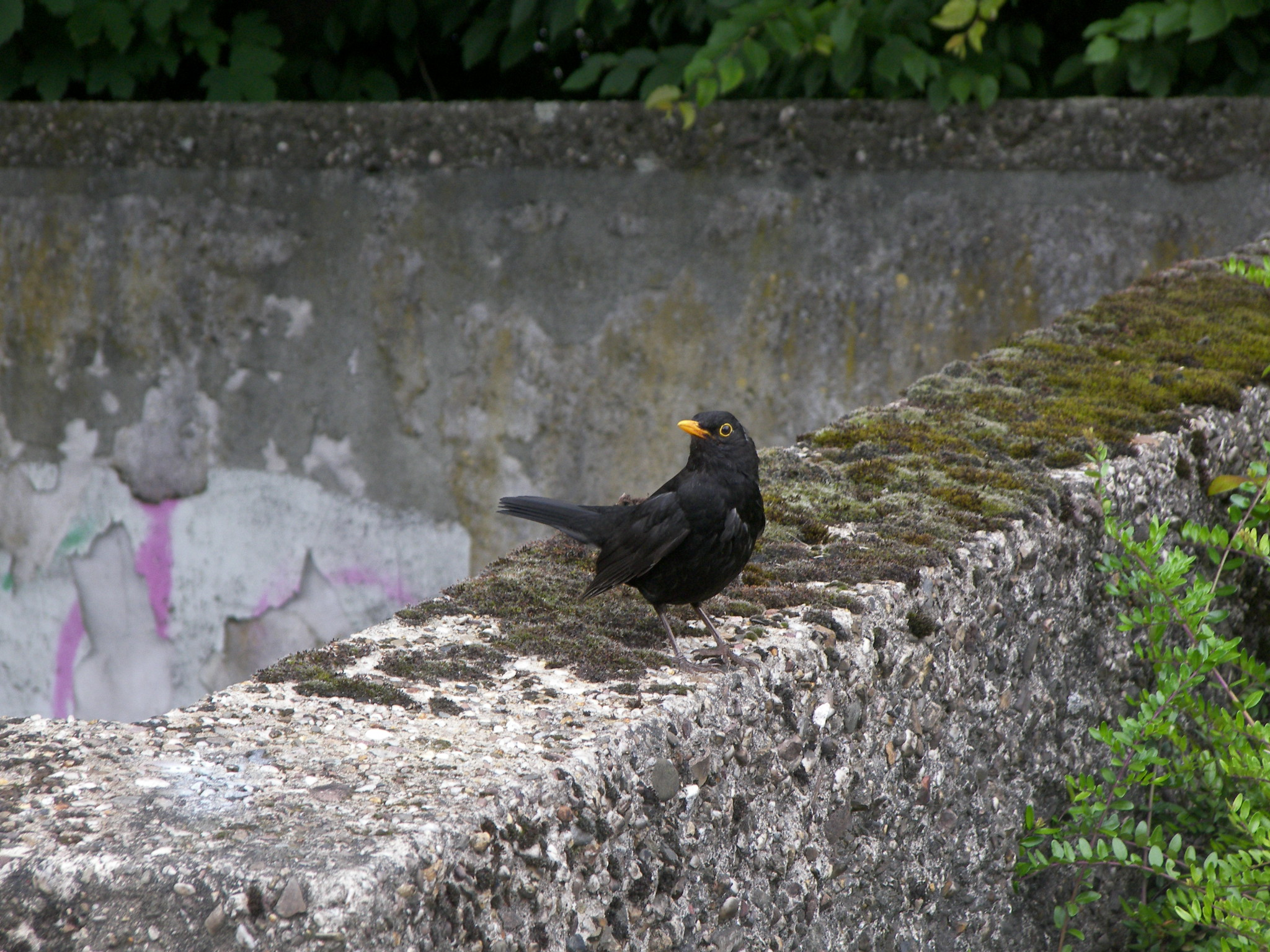
Samczyk kosa (Turdus merula) w pozycji kosa

Pozycja kosa – układ ciała ptaków, polegający na opuszczeniu skrzydeł poniżej ogona i uniesieniu sterówek (bardzo lub nieznacznie). Jest charakterystyczna dla drozdowatych, można ją spotkać także u gołębi.